# Copidita desecheonis
Copidita desecheonis es una especie de coleóptero de la familia Oedemeridae.

## Distribución geográfica
Habita en Puerto Rico.